# DNAB
DNAB, fram till 2018 kallad SWE Reklambyrå, är en svensk reklambyrå.

## Historik
Byrån grundades år 1997 som Schumacher, Jersild, Wessman & Enander (förkortat (SJW&E) av creative director Björn Schumacher, copywriter Mattias Jersild, art director Ann-Marie Wessman och vd Ulf Enander. Enander hade då varit långvarig vd för HLR&Co/BBDO, medan de övriga hade arbetat på byråer som Hall & Cederquist och Rönnberg McCann. Byråns första kund var Dagens Nyheter, som Enander tog med sig från HLR&Co/BBDO.
År 2003 lämnade Jersild byrån, varefter namnet ändrades till SWE Reklambyrå. År 2008 köpte SWE byrån JWT Stockholm, som ingick i JWT Worldwide.
Schumacher, Wessman och Enander ledde byrån fram till 2010 när Josef Danell och Johan Skogh tog över som vd respektive creative director. Efter ägarförändringar kallas byrån DNAB från år 2018.

## Kunder, projekt och priser
- Vasakronan, från 1997 och en bit in på 2000-talet[8]. Skapade en reklamfilm där Kjell-Henry Dahlberg spelar skivbolagsdirektören Rocky. Filmen utsågs till "Årets reklamfilm" vid QX Gaygalan 2000.[9]
- Dagens Nyheter, från 1997.[4] Ledde till byråns första guldägg för radioreklamen "Tandläkaren" från år 1998.[10][11]
- Toyota, 1999–2009.[12]
- Returpack, fram till 2011[13]. Skapade bland annat filmen "Artister i samverkan" från år 2002 som belönades med ett guldäggsdiplom.[14][15] År 2003 kom en film baserad på låten Guantanamera, där sångtiteln skrivits om till "Pantamera". Den följdes upp "Pantare" (baserad på Volare) och år 2006 av "Panta-Panta" (baserad på Pata Pata).[16] Tillsammans etablerade de varumärket Pantamera som används i Returpacks verksamhet.
- Folksam, 2000[17]-2006[18].
- Scandinavian Airlines, från 2005.[19]
- Föreningssparbanken/Swedbank Fastighetsbyrån, 2005[20]-2012[21].